# Bee Train
Bee Train (яп. ビィートレイン бии:торэйн) — японская аниме-студия, наиболее известная по таким работам как Noir, .hack//SIGN и Madlax и заработавшая благодаря им определённую известность в среде юри-фэндома — в первую очередь, из-за тенденции выбирать в протагонисты молодых и решительных девушек с запутанными и неоднозначными взаимоотношениями. Часть знатоков творчества студии однако считает такое отношение к нему неверным, указывая на отсутствие в них очевидных признаков принадлежности к жанру сёдзё-ай.

## История
Студия Bee Train была основана 5 июня 1997 года Коити Масимо, прежде работавшим режиссёром в Tatsunoko Production и в им же основанной небольшой фирме Mashimo Jimusho. Изначально Bee Train, наряду с XEBEC, считался дочерней фирмой Production I.G, однако в феврале 2006 студия отделилась и стала независимой компанией.
Цель Масимо, ради которой он открыл свою студию, состояла в том, чтобы создать т. н. «госпиталь для аниматоров» (англ. hospital for animators), то есть компанию, в которой человеческий подход был бы важнее корпоративного, а высшей целью стали бы не деньги, а самовыражение талантливых сотрудников и художественная ценность картин. По словам самого Масимо, он разработал такой подход в течение длительного времени, проведённого в больнице в связи с тяжелейшим несчастным случаем, случившимся с ним во время катания на горных лыжах , и с тех пор последовательно претворял в жизнь, являясь единственным режиссёром и вообще постоянным сотрудником студии.
Первыми проектами студии стали выпущенные в 1999 году аниме-адаптации популярных в Японии видеоигр: PoPoLoCrois, Arc the Lad, Wild ARMS: Twilight Venom и Medabots. Полученный при этом опыт очень пригодился студии, когда в 2002-м Bandai предложили ей создать OVA к небезызвестной игровой тетралогии .hack, а немного позднее — и полноценный аниме-приквел к играм, под именем .hack//SIGN ставшей, по мнению некоторых критиков, наиболее известной работой студии на сегодняшний день. Упомянутая OVA стала известна как .hack//Liminality, и каждая из четырёх её серий прилагалась к одной из видеоигр.
Однако первым полностью самостоятельным проектом студии стал Noir. Созданный почти одновременно с SIGN, но выпущенный на экраны в 2001-м, Noir немедленно стал культовым сериалом в Японии и за её пределами, в первую очередь, в США и Германии. По словам Коити Масимо, Noir с самого начала планировался как первая часть будущей трилогии, объединённой общим поджанром «girls-with-guns» (с англ. — «девушки с пистолетами») , вторым эпизодом которой стал созданный в 2004 году сериал Madlax. Последней частью трилогии является El Cazador.
Необходимо отметить, что хотя Noir и Madlax считаются фактически визитной карточкой студии Bee Train и лично Коити Масимо, изначально идея создать нечто подобное принадлежала не ему, а исполнительному продюсеру обоих сериалов, Сигэру Китаяме. Директор анимации Сатоси Осава сформулировал мысль Китаямы, как желание изобразить контраст между «девичьей хрупкостью и оружием — символом силы» , что в данный момент считается одним из немногих канонических определений этого туманного поджанра. Однако даже несмотря на подобную расплывчатость, после успеха Noir интерес к жанру со стороны других фирм резко возрос, породив целый ряд идейно схожих с ним аниме, например, Gunslinger Girl (2003), что отмечали даже независимые обозреватели .
Офис студии расположен в Кокубундзи (Токио).

## Работы
| Год  | Название                                 | Формат  | Сер. | Режиссёр                    | Сценарист                                                                        | Композитор                       |
| ---- | ---------------------------------------- | ------- | ---- | --------------------------- | -------------------------------------------------------------------------------- | -------------------------------- |
| 1999 | Popolocrois Monogatari                   | TV      | 25   | Коити Масимо                | Ая Мацуй                                                                         | Ко Отани                         |
| 1999 | Arc the Lad                              | TV      | 26   | Ицуро Кавасаки              | Акэми Омодэ                                                                      | Митиру Осима                     |
| 1999 | Wild ARMS: Twilight Venom                | TV      | 22   | Коити Масимо Ицуро Кавасаки | Хидэки Мицуй Ицуро Кавасаки                                                      | Ко Отани                         |
| 1999 | Medabots                                 | TV      | 52   | Тэнсай Окамура              | Рёта Ямагути                                                                     | Осаму Тэдзука                    |
| 2001 | Noir                                     | TV      | 26   | Коити Масимо                | Рёэ Цукимура                                                                     | Юки Кадзиура                     |
| 2001 | Captain Kuppa                            | TV      | 26   | Коити Масимо                | Коити Масимо                                                                     | Хаято Мацуо                      |
| 2002 | .hack//Liminality                        | OVA     | 4    | Коити Масимо                | Кадзунори Ито                                                                    | Юки Кадзиура                     |
| 2002 | .hack//SIGN                              | TV      | 26   | Коити Масимо                | Кадзунори Ито Коити Масимо Кирин Мори Акэми Омодэ Мицухико Савамура Митико Ёкотэ | Юки Кадзиура                     |
| 2002 | .hack//GIFT                              | OVA     | 1    | Коити Масимо                | Кадзунори Ито                                                                    | Юки Кадзиура                     |
| 2003 | Avenger                                  | TV      | 13   | Коити Масимо                | Хидэфуми Кимура                                                                  | Ali Project                      |
| 2003 | .hack//Legend of the Twilight            | TV      | 12   | Коити Масимо                | Акацуки Яматоя Сатору Нисидзоно                                                  | Юки Кадзиура                     |
| 2003 | Immortal Grand Prix                      | TV      | 5    | Коити Масимо                | Коити Масимо Юки Ариэ                                                            | Fat Jon                          |
| 2004 | Madlax                                   | TV      | 26   | Коити Масимо                | Ёсукэ Курода                                                                     | Юки Кадзиура                     |
| 2004 | Meine Liebe                              | TV      | 13   | Коити Масимо                | Акэми Омодэ                                                                      | Ёсихиса Хирано                   |
| 2005 | Tsubasa Chronicle (первый сезон)         | TV      | 26   | Коити Масимо                | Хироюки Кавасаки                                                                 | Юки Кадзиура                     |
| 2006 | Meine Liebe wieder                       | TV      | 13   | Коити Масимо                | Акэми Омодэ                                                                      | Ёсихиса Хирано                   |
| 2006 | .hack//Roots                             | TV      | 26   | Коити Масимо                | Кадзунори Ито Мива Кавасаки                                                      | Ali Project                      |
| 2006 | Spider Riders                            | TV      | 52   | Коити Масимо                | Ёсукэ Курода                                                                     | Фумитака Андзай Нобухико Накаяма |
| 2006 | Tsubasa Chronicle (второй сезон)         | TV      | 26   | Коити Масимо Хироси Мориока | Хироюки Кавасаки                                                                 | Юки Кадзиура                     |
| 2007 | Murder Princess                          | OVA     | 6    | Томоюки Курокава            | Тацухико Урахата                                                                 | Ясуфуми Фукуда                   |
| 2007 | El Cazador                               | TV      | 26   | Коити Масимо                | Кэнъити Канэмаки                                                                 | Юки Кадзиура                     |
| 2007 | Spider Riders: Yomigaeru Taiyou          | TV      | 26   | Коити Масимо                | Ёсукэ Курода                                                                     | Фумитака Андзай Нобухико Накаяма |
| 2008 | Blade of the Immortal                    | TV      |      | Коити Масимо                | Хироюки Кавасаки                                                                 | Ко Отани                         |
| 2008 | Бэтмен: Рыцарь Готэма: Полевые испытания | Видео   | 1    | Хироси Мориока              | Джордан Голдберг                                                                 | Кристофер Дрейк                  |
| 2009 | Phantom ~Requiem for the Phantom~        | TV      | 26   | Коити Масимо                | Гэн Уробути, Ёсукэ Курода, Хидэки Сиранэ, Нобору Кимура, Тацуя Такахаси          | Хикару Нанасэ                    |
| 2010 | Halo Legends: Homecoming                 | OVA/ONA | 1    | Кодзи Савай                 | Хироюки Кавасаки                                                                 | Мартин О’Доннелл                 |
| 2010 | Psychic Detective Yakumo                 | TV      | 13   | Томоюки Курокава            | Хироюки Кавасаки                                                                 | R・O・N                          |
| 2011 | Hyouge Mono                              | TV      | 39   | Коити Масимо                | Хироюки Кавасаки                                                                 |                                  |

## Методы работы
Одним из наиболее необычных методов работы, которыми пользуется Коити Масимо, следуя своей стратегии «студии-госпиталя», является совместный брейнсторминг новых задумок и концептов в состоянии алкогольного опьянения. К примеру, по его словам, именно так родилась беспрецедентная (во всяком случае, для аниме) идея мистической связи между Мадлакс и Маргарет в Madlax .
Другая тенденция Bee Train — приглашать на озвучивание новых ролей тех сэйю, которые уже озвучивали схожие роли в других работах студии: Хоко Кувасима (Юмура Кирика в Noir, Маргарет Бертон в Madlax), Ая Хисакава (Хлоэ, Лимельда Йорг, Джоди Хэйуард в El Cazador) и Каори Надзука (Субару в .hack//SIGN, Сино в .hack//Roots) являются наиболее известными тому примерами. Интересно, что роль Надзуки в Roots послужила поводом для оживлённых дискуссий среди поклонников обоих сериалов на тему, являются ли её персонажи в них одним и тем же человеком.
Известный японский композитор и музыкальный продюсер Юки Кадзиура написала музыку для большинства работ студии, начиная с Noir, чья известность, по мнению части критиков, во многом обусловлена высоким качеством саундтрека, и заканчивая (на сентябрь 2006) первым сезоном Tsubasa Chronicle. Комментируя своё предпочтение её музыки к какой-либо другой, Масимо однажды отметил, что, на самом деле, «она — сказочница, которая вдобавок умеет писать музыку» .
Так же для создания музыки для своих проектах Bee Train неоднократно приглашали дуэт Ali Project, принявший участие в работе над Noir (опенинг), Avenger и .hack//Roots.

Дальний ракурс («Madlax»)

Музыка играет гораздо большую роль в творчестве Bee Train, нежели в работах других студий, так как одним из рабочих принципов Коити Масимо является то, что она такая же равноправная часть произведения, как и анимация и озвучка. По этой причине он недолюблювает понятие «музыкальное сопровождение» настолько, что зачастую музыка в его картинах заглушает речь персонажей, а в некоторых случаях последней вообще пренебрегают в пользу первой. Примеры тому можно увидеть в Avenger, .hack//SIGN, Madlax и ряде других работ.
В анимации Масимо предпочитает мягкие, как бы слегка размытые дизайны без резких углов, линий и красок. К часто использующимся им стилистическим приёмам относятся очень близкие ракурсы, показывающие, например, только лицо персонажа, глаза или рот, когда он говорит, и ракурсы дальние, с которых видны оба говорящих, сохраняющие на протяжении разговора неподвижность. Как и многие другие создатели аниме, Bee Train очень много внимания уделяют глазам персонажей.